# Gareth McAuley
Pour les articles homonymes, voir McAuley.
Gareth McAuley, né le 5 décembre 1979 à Larne, est un footballeur international nord-irlandais qui évolue au poste de défenseur.

## Biographie

### Carrière internationale
Le 16 juin 2016, lors du deuxième match des nord-irlandais dans l'Euro 2016, il inscrit face à l'Ukraine le premier but de l'histoire de l'Irlande du Nord dans la compétition.

## Statistiques

### Buts internationaux
| Buts (8) en sélection de Gareth McAuley | Buts (8) en sélection de Gareth McAuley | Buts (8) en sélection de Gareth McAuley            | Buts (8) en sélection de Gareth McAuley | Buts (8) en sélection de Gareth McAuley | Buts (8) en sélection de Gareth McAuley | Buts (8) en sélection de Gareth McAuley |
|                                         | Date                                    | Lieu                                               | Adversaire                              | Score                                   | Résultat                                | Compétition                             |
| --------------------------------------- | --------------------------------------- | -------------------------------------------------- | --------------------------------------- | --------------------------------------- | --------------------------------------- | --------------------------------------- |
| 1.                                      | 11 février 2009                         | Stadio Olimpico, Serravalle (Saint-Marin)          | Saint-Marin                             | 0-1                                     | 0-3                                     | Éliminatoires Coupe du monde 2010       |
| 2.                                      | 25 mars 2011                            | Stade de l'Étoile rouge, Belgrade (Serbie)         | Serbie                                  | 0-1                                     | 2-1                                     | Éliminatoires Euro 2012                 |
| 3.                                      | 6 septembre 2013                        | Windsor Park, Belfast (Irlande du Nord)            | Portugal                                | 1-1                                     | 2-4                                     | Éliminatoires Coupe du monde 2014       |
| 4.                                      | 10 septembre 2013                       | Stade Josy-Barthel, Luxembourg (Luxembourg (pays)) | Luxembourg                              | 2-2                                     | 3-2                                     | Éliminatoires Coupe du monde 2014       |
| 5.                                      | 11 octobre 2014                         | Windsor Park, Belfast (Irlande du Nord)            | Îles Féroé                              | 1-0                                     | 2-0                                     | Éliminatoires Euro 2016                 |
| 6.                                      | 4 septembre 2015                        | Tórsvøllur, Tórshavn (Îles Féroé)                  | Îles Féroé                              | 0-1                                     | 1-3                                     | Éliminatoires Euro 2016                 |
| 7.                                      | 4 septembre 2015                        | Tórsvøllur, Tórshavn (Îles Féroé)                  | Îles Féroé                              | 1-2                                     | 1-3                                     | Éliminatoires Euro 2016                 |
| 8.                                      | 16 juin 2016                            | Parc Olympique lyonnais, Lyon (France)             | Ukraine                                 | 0-1                                     | 0-2                                     | Euro 2016                               |
| 9.                                      | 11 novembre 2016                        | Windsor Park, Belfast (Irlande du Nord)            | Azerbaïdjan                             | 2-0                                     | 4-0                                     | Éliminatoires Coupe du monde 2018       |

## Palmarès

### En club
- Coleraine FC
  - Vainqueur de la Coupe d'Irlande du Nord en 2003.

- Rangers FC
  - Vice-champion d'Écosse en 2019.